# Siergiej Jutkiewicz
Siergiej Josifowicz Jutkiewicz, ros. Сергей Иосифович Юткевич (ur. 15 grudnia?/28 grudnia 1904 w Petersburgu, zm. 24 kwietnia 1985 w Moskwie) – radziecki reżyser i scenarzysta filmowy.

## Życiorys
W wieku młodzieńczym zajmował się teatrem kukiełkowym. Studiował na Wyższych Pracowniach Artystyczno-Technicznych (Wchutiemas).
Od 1922 uczestniczył w zorganizowanej przez Grigorija Kozincewa i Leonida Trauberga „Fabryce Ekscentrycznego Aktora” organizującej spektakle cyrkowe i musicalowe, od 1924 zajmującej się produkcją filmową jako „Warsztat Kinowy” (FEKS). W 1925 zajął się reżyserią filmową, początkowo farsami w stylu amerykańskich slapstickowych komedii.
W 1956 nakręcił Otella na podstawie dramatu Szekspira, obsadzając w roli głównej reżysera filmowego Siergieja Bondarczuka. Film przyniósł mu nagrodę za reżyserię na 9. MFF w Cannes. Drugą nagrodę reżyserską otrzymał na 19. MFF w Cannes za film Lenin w Polsce (1966).
Członek jury konkursu głównego na 8. (1955), 11. (1958) i 14. MFF w Cannes (1961). W 1968 dokończył film Siergieja Paradżanowa Barwy granatu.
Pochowany na Cmentarzu Nowodziewiczym w Moskwie.

## Wybrana filmografia
- 1932: Turbina 50 000
- 1938: Człowiek z karabinem
- 1940: Bojownik wolności
- 1948: Trzy spotkania
- 1954: Skanderbeg
- 1955: Otello
- 1966: Lenin w Polsce
- 1981: Lenin w Paryżu

## Nagrody i odznaczenia
- Ludowy Artysta RFSRR (1957)
- Ludowy Artysta ZSRR (1962)
- Nagroda Stalinowska (dwukrotnie, 1941 i 1947)
- Nagroda Państwowa ZSRR (dwukrotnie, 1967 i 1983)
- Bohater Pracy Socjalistycznej (1974)
- trzy Ordery Lenina (1964, 1967, 1974)
- Order Rewolucji Październikowej
- Order Czerwonego Sztandaru Pracy (1 lutego 1939) – za film Człowiek z karabinem (1938)
- Order Przyjaźni Narodów (1984)

Źródło:.